# Visejec
Visejec je naselje v Občini Žužemberk.